# Alejandro Córdova La Torre
Alejandro Córdova La Torre (Huanta; Ayacucho, 27 de octubre de 1964) es un abogado y político peruano. Fue alcalde de la provincia de Huanta desde el 1 de enero del 2003 hasta el 31 de diciembre del 2006, siendo elegido en las elecciones municipales del 2002 para el periodo 2003-2006.

## Biografía
Alejandro Córdova es hijo de Alejandro Córdova Pando - funcionario de la Caja de Depósitos y Consignaciones y quenista de la última etapa del Conjunto "Amauta"- y de Lourdes La Torre Tello. Hermano del también alcalde de Huanta, Milton Córdova. Hizo sus estudios primarios en la Escuela Primaria Nº 39014 y los secundarios en los Colegios González Vigil y María Auxiliadora. Estudió Derecho en la Universidad Nacional San Cristóbal de Huamanga, entre 1983 y 1990.
Se inicia su actuación política postulando como candidato al Congreso de la República del Perú por la alianza fujimorista Perú 2000 en el año 2000, en las que no tuvo éxito. Luego en 2002 es elegido como alcalde de la provincia de Huanta bajo las filas del partido Somos Perú para el período 2003-2006.
En las elecciones regionales del 2010 postuló a la presidencia del Gobierno Regional de Ayacucho, quedando en el cuarto lugar.